# Công nghệ pico
Khái niêm công nghệ pico là một thuật ngữ mới được đặt ra cùng với công nghệ nano. Nó là một mức kỹ thuật giả định
Trong tương lai, khi công nghệ có thể thao tác vật chất ở kích thước phần ngàn tỉ mét, kích thước pico (10−12). Mức này nhỏ ba bậc (ngàn lần) so với nano, và hai bậc so với các biến đổi và thước đo hóa học. Công nghệ pico sẽ liên quan tới các thao tác vật chất mức nguyên tử. Ở một mức phát triển xa hơn, công nghệ femto thao tác vật chất ở mức hạ nguyên tử.
Khoa học pico là khái niệm được các nhà tương lai học dùng để chỉ việc cấu trúc vật chất mức picômét. Đầu tiên, các xu hướng của công nghệ pico được suy đoán tương tự như liệu pháp vi lượng đồng căn, sử dụng thước đo mức pico và giá trị của việc cấu trúc các phân tử sinh học. Theo đó, công nghệ pico được mô tả như việc thay đổi cấu trúc và tính chất hóa học của các phân tử đơn lẻ, thường là thông qua thao tác trạng thái năng lượng của nguyên tử để tạo ra trạng thái siêu bền (hoặc không ổn định) với các tính chất đặc biệt, tạo ra một số dạng nguyên tử nạ dòng. Biến đổi tương tự đã được biết đến là quá trình oxy hóa-khử, quá trình oxy hóa có thể thao tác bằng cách chiếu tia laser, kích thích các electron chuyển từ trạng thái bền sang trạng thái kích thích; thao tác trạng thái của các electron kích thích trong nguyên tử Rydberg để mã hóa thông tin. However, none of these processes produces the types of exotic atoms described by futurists.
Ray Kurzweil, một nhà tương lai học nổi tiếng, đã tiên đoán loài người có thể đạt tới mức công nghệ này trong thế kỷ 22.
Ngoài ra, khái niệm công nghệ pico cũng được một số nhà nghiên cứu công nghệ nano dùng để chỉ các cấu trúc nguyên tử và thiết bị có độ chính xác dưới nano. Điều này thực sự quan trọng khi tương tác với một nguyên tử hay phân tử đơn lẻ, do lực hút giữa hai nguyên tử ở khoảng cách cực ngắn tăng lên rất nhanh. Ví dụ, lực hút giữa một nguyên tử trong đầu dò của kính hiển vi lực nguyên tử và một nguyên tử trong mẫu nghiên cứu thay đổi theo hàm mũ của khoảng cách, đặc biệt nhạy cảm với khoảng cách từ 50 tới 100 picômét (do ảnh hưởng của nguyên lý loại trừ Pauli trong khoảng cách ngắn và Lực Van der Waals ở khoảng cách dài)